# Renata Vanni
Renata Vanni (* 12. Oktober 1909 in Neapel; † 19. Februar 2004 in Los Angeles) war eine italienisch-amerikanische Filmschauspielerin.

## Leben
Renata Vanni wurde in Italien geboren und wanderte in die Vereinigten Staaten aus. Ab Ende der 1940er Jahre wurde sie dort als Filmschauspielerin tätig. In zahlreichen Nebenrollen spielte sie oft mütterliche Typen. Insgesamt wirkte sie in 87 Film- und Fernsehproduktionen mit.

## Filmografie (Auswahl)
- 1949: Frauen um Dr. Corday (The Doctor and the Girl)
- 1949: El Paso, die Stadt der Rechtlosen (El Paso)
- 1951: Karawane der Frauen (Westward the Women)
- 1952: Abenteuer in Rom (When in Rome)
- 1953: Ärger auf der ganzen Linie (Trouble Along the Way)
- 1955: Komödiantenkinder (The Seven Little Foys)
- 1955: Blutige Straße (Hell on Frisco Bay)
- 1957: Reif für den Galgen (The Hard Man)
- 1959: Die Haltlosen (The Beat Generation)
- 1960: Zahl oder stirb (Pay or Die!)
- 1965: Die größte Geschichte aller Zeiten (The Greatest Story Ever Told)
- 1965: Träumende Lippen (A Patch of Blue)
- 1967–1969: Süß, aber ein bißchen verrückt (That Girl, Fernsehserie, 5 Folgen)
- 1969: Matzoukas der Grieche (A Dream of Kings)
- 1975: Einmal ist nicht genug (Once Is Not Enough)
- 1980: Fetty – Der Dicke legt los (Fatso)
- 1988: Die phantastische Reise ins Jenseits (Lady in White)
- 1989: Warte bis zum Frühling, Bandini (Wait Until Spring, Bandini)